# ブルスケッタ

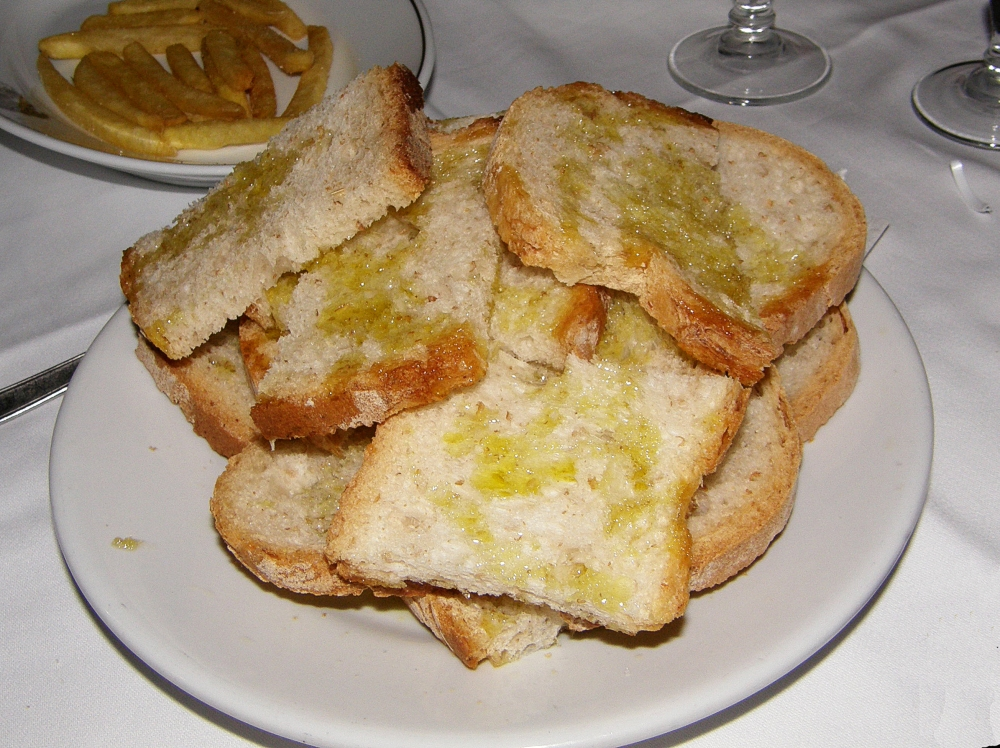
ブルスケッタの例

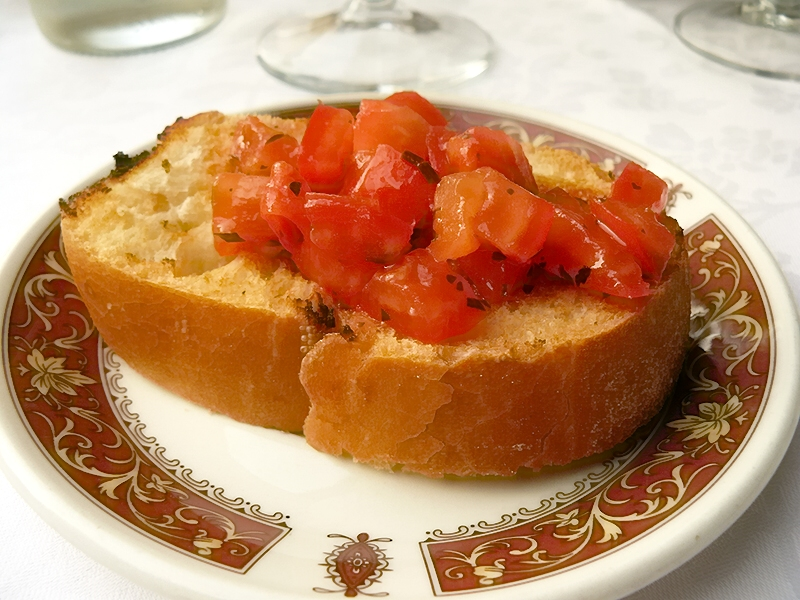
トマトをトッピングしたブルスケッタ

ブルスケッタ（イタリア語: bruschetta）は、イタリア料理のひとつ。「イタリア風ガーリックトースト」とも呼ばれる。イタリアでは前菜として食されることも多い。

## 概要
ブルスケッタはパンを炭火で炙り、オリーブオイルを塗って、好みによりニンニクで香りづけした料理である。名称は「炙る」「炒る」という意味のローマ地方の言葉「ブルスカーレ（bruscare）」に由来し、もともとは中部イタリアの郷土料理であった。
日本やアメリカ合衆国では、トマトなどを乗せてオープンサンドイッチにしたものを指して「ブルスケッタ」と呼ぶこともあるが、上記のようにパンを炙ることがブルケッタの肝要となる。
ブルスケッタに様々な食材をトッピングすることはよく行われており、トマトをトッピングすることが最も人気が高い。ほかにチーズ、生ハム、アボカド、アンチョビなどがトッピングとしてはよく使われる。
ブルスケッタに用いられるパンには、バゲット、パン・ド・カンパーニュのように硬く、砂糖やバターなどの副材料の使用量が少ないものが適している。食材を乗せる際には、食材の水分がブルスケッタに吸収されないようオイルやバターなどの油脂類を塗り、なるたけ食べる直前に食材を乗せるようにするのがコツである。

## 歴史
古代ローマ時代に搾りたてのオリーブオイルをパンに浸して味見をしていたのが始まりとされる。庶民向けの食堂で提供されていたブルスケッタだったが、今日では高級レストランでも提供されている。

## クロスティーニとの違い
ブルスケッタと類似するイタリア料理にクロスティーニがあるが、見た目での違いは分かりづらい。イタリア人でも様々な見解があり、以下のような意見がある。
- パンの種類が異なる。
- パンの厚さが異なる。
- 乗せる具材が異なる。

同じ料理でも人によってブルスケッタであったりクロスティーニであったりすることもある。